# Вулиця Михайла Рибакова
Вулиця Михайла Рибакова — вулиця у Святошинському районі міста Києва, місцевість Берковець. Пролягає від вулиці Миколи Богуславського до Міської вулиці.
Прилучаються вулиці Олени Курило, Олекси Синявського та Миколи Носова.

## Історія
Вулиця виникла наприкінці 2010-х роках під проектною назвою вулиця Проектна 13011. Назву на честь українського краєзнавця, фахівця з історії Києва та педагога Михайла Рибакова надано 2018 року.